# Тележинцы (Хмельницкий район)
Тележинцы (укр. Теліжинці) — село в Хмельницком районе Хмельницкой области Украины.
Население по переписи 2001 года составляло 230 человек. Почтовый индекс — 31409. Телефонный код — 3850. Занимает площадь 1,644 км². Код КОАТУУ — 6824455103.

## Местная власть
31400, Хмельницкая обл., Хмельницкий р-н, пгт Старая Синява, ул. Ивана Франка, 8

## Известные люди
- Дидук Ева Петровна. Родилась в 1900 году в селе Телижинцы. Герой Социалистического Труда. Депутат Верховного Совета УССР двух созывов. Награждена 6-ю золотыми и серебряными медалями ВДНХ. Её звено более 30 лет подряд выращивало по 500 центнеров сахарной свеклы. Е. П. Дидук принимала участие в выставках достижений сельского хозяйства. Умерла в 1964 году. Покоится на сельском кладбище.
- Купчишин, Владимир Маркович — украинский художник. Родился 1 февраля 1941 года. В 1971 году окончил Львовский государственный институт декоративного искусства. Работал в г. Луцк, на Винниччине. В. М. Купчишин — участник областных выставок в городе Луцк (с 1971 г.), в г. Ровно (с 1973 г.) и в Виннице (с 1975 г.). Наиболее известные сочинения: «Дума про хліб» (1976), «Муза» (1977), «Пори року» (1987), «Дударик» (1996), «Ритми» (1998), «Козацька дума». Некоторые работы сохраняются в частных коллекциях на Украине, в США и Германии. В. М. Купчишин — член Национального союза художников Украины (с 1995 года). Живёт и работает в г. Винница.
- Сердуныч, Любовь Андреевна — украинская писательница, поэтесса, член НСЖУ, НСКУ, АДГУ, председатель нескольких творческих организаций: районного отделения Всеукраинского объединения ветеранов и РО Всеукраинского товарищества «Просвита» им. Т. Г. Шевченко. С 1995 года возглавляет районную детскую литературную студию «Муза Надіквиння» и с 1998 г. — районное литературное объединение «Джерелынка». Член Хмельницкого литсоюза «Поділля», Хмельникского литературного клуба «Золота троянда» (вице-президент по вопросам украинской духовности; Винницкая область), Киевского литобъединения «Радосынь», Всеукраинского творческого союза «Литературный форум».

## Достопримечательности
На окраине села есть земляной оборонительный вал, вокруг которого выкопан ров. Внутренний диаметр вала не менее 100 метров. Время от времени там ведутся раскопки, как правило, нелегальные. Находились монеты, оружие, конские уздечки, человеческие кости.